# Wielisławka
Wielisławka – potok w Sudetach Środkowych w Górach Bystrzyckich w woj. dolnośląskim.
Potok ma źródło w północno-wschodnim zboczu Kamiennej Góry na wysokości około 570 m n.p.m. w Górach Bystrzyckich, natomiast ujście na granicy miejscowości Stary Wielisław i Zagórze na wysokości 320 m n.p.m. Długość potoku to około 10 km.